# Ескикорган
Ескикорган (каз. Ескіқорған, до 2002 г. — имени Кирова) — село в Келесском районе Туркестанской области Казахстана. Входит в состав Актобинского сельского округа. Код КАТО — 515437400.

## Население
В 1999 году население села составляло 766 человек (379 мужчин и 387 женщин). По данным переписи 2009 года, в селе проживало 1079 человек (544 мужчины и 535 женщин).